# Oslättfors norra
Oslättfors norrra är en bebyggelse i Hille socken norr om småorten Oslättfors i Gävle kommun i Gävleborgs län. Bebyggelsen avgränsades 2015, men ej 2020, till en separat småort dock åter 2023. Bydelen är från 1980-talet och framåt, med nybyggda moderna villor i Stensmarks samfällighet.